# Tucurrique
Tucurrique – miasto w Kostaryce, w prowincji Cartago.